# Papertský vrch
Papertský vrch (německy Dreiberge) je vrchol v České republice ležící v pohoří Děčínská vrchovina.

## Název
Papertský vrch je protáhlý zalesněný hřbet zvedající se severně od městské části Děčína XVI - Přípeře. Osa hřbetu je orientována ve směru severozápad - jihovýchod. Pokud je na starších mapách uveden nějaký český název, bývá to jméno „Přípeřský vrch“, a to pro jeho jihovýchodní část, nebo název Papert. Samotný název Papert ale patřil dvoru na východním okraji návrší Papertského vrchu. Třebaže dvůr Papert obhospodařoval celé návrší, byl od samotného vrcholu vzdálen téměř kilometr, a proto je vhodné tyto názvy nezaměňovat.
Německý název Dreiberge (česky Trojhora) je obtížně vysvětlitelný, protože kopec nemá tři vrcholy. Zde se musíme spokojit s vysvětlením, že toto pojmenování pochází z doby, kdy byl celý kopec i s úbočími vykácen a vynikly tak, zejména při pohledu od Jalůvčí, tři skalní útvary vystupující z jihozápadní hrany návrší v místě nad Vlčím pramenem (dnes vodárnou). Na některých starých mapách je název Dreiberge posunut cca 1,5 km severně.
Jiná varianta vzniku názvu Dreiberge tak, jak se traduje mezi starousedlíky. Název Dreiberge neodkazuje na počet vrcholů, ale odvíjí se od způsobu výstupu. Turistu totiž čeká na vrchol trojí stoupání (tři vrchy), podle toho se také rozlišuje, zda se jde na první, druhý nebo třetí vrch.
První stoupání začíná v Horním Žlebu, odkud se po turistické zelené vystoupá až na úroveň dnešní dolní vyhlídky, kde se otvírá rovina (první vrch), na které má turista dojem, že už je nahoře. Zdání však klame a turistická zelená po chvíli znovu začne stoupat až na úroveň dnešní horní vyhlídky. Zde je další rovinka (druhý vrch). Kdo se chce dostat až na vrchol, musí znovu do kopce, kousek zpět po zelené a pak po dnes již neznačené cestě až k dnešnímu startovišti paraglidů. Tam se konečně otvírá náhorní planina (třetí vrch).

## Popis
Papertský vrch je od západu obtékán potokem Ostružník, který protéká hlubokým Přípeřským údolím v horní části kdysi zvaném Wolfsgraben. Toto údolí lemuje v nadmořské výšce cca 330 m řada pískovcových skalních útvarů zvaná Hradňák. Mezi dvěma těmito skalními útvary nad vodárnou Vlčí pramen byl vybudována kamenná vyhlídková terasa zvaná Kasinaruhe. Jižní výběžek hřbetu Papertského vrchu spadá na dvouúrovňovou plošinu, na jejímž východním okraji se nacházejí významné vyhlídky přístupné po zelené turistické značce. Toto místo bylo kdysi nazýváno Schnellberg a již před třicetiletou válkou zde byl v provozu kamenolom. Protáhlý východní výběžek, který se nazýval Spitzhütel, je ze severovýchodu obtékán potůčkem dnes bez oficiálního českého názvu, ale na starších mapách opatřovaný názvy jako Köllbach, Köllbornbach nebo Papertsbach.
Do r. 1683 bylo celé návrší jako součást dvora Papert odlesněno a využíváno jako zemědělská půda. Po zrušení dvora návrší zarostlo lesem. Na konci 19. století byla západně od vrcholu zřízena lesní školka, kde byly pěstovány sazenice tehdy zaváděné borovice vejmutovky. V současnosti je návrší zalesněno stejnověkým převážně borovým, v menší míře dubovým a modřínovým porostem. Je to způsobeno tím, že v květnu (10. - 14.) 1976 prakticky celé návrší shořelo. Podle všech okolností se jednalo o požár úmyslně založený neznámým žhářem. Požár se rozšířil až k Maxičkám a zničil nebo poškodil téměř 300 ha porostů.

## Geologické poměry
Jižním úpatím Papertského vrchu probíhá výrazný geologický zlom. Pískovec je místy výrazně metamorfován, je bohatý na železivec a v puklinách lze nalézt krystaly barytu. Kromě starého lomu "Schnellberg" byl na svazích těžen pískovec ze suti. Tento pískovec je místy velmi kvalitní a byl využíván i na brusy a mlýnské kameny.

## Přístup
Plochý zalesněný vrchol snadno přístupný z nedaleké lesní silničky neposkytuje žádný výhled. Pěkné výhledy jsou ze snadno přístupných skal Hradňáku. Stráně zejména jižní a východní Papertského vrchu jsou protkány promenádními chodníky, které byly zbudovány v letech 1818 a 1831 pro potřeby Lázní Svatého Josefa v Horním Žlebu. Tyto chodníky jsou z větší části funkční dodnes. Papertský vrch je přístupný pro pěší i cyklisty nejlépe lesní silničkou odbočující ze silnice mezi Jalůvčím a Maxičkami zvanou "Ulička lásky", která končí na západním okraji Papertského vrchu na rozcestí zvaném „U radlice“.
Na východním okraji bývalého lomu „Schnellberg“ je takzvaná „Dolní vyhlídka“ přístupná jednak po zpevněné lesní cestě zvané „Za Heřmanem“ od Jalůvčí nebo po zeleně značené turistické cestě z Horního Žlebu. O něco výše na téže značené cestě se nachází „Horní vyhlídka“ s upravenou vyhlídkovou plošinou a lepším výhledem na Děčín.

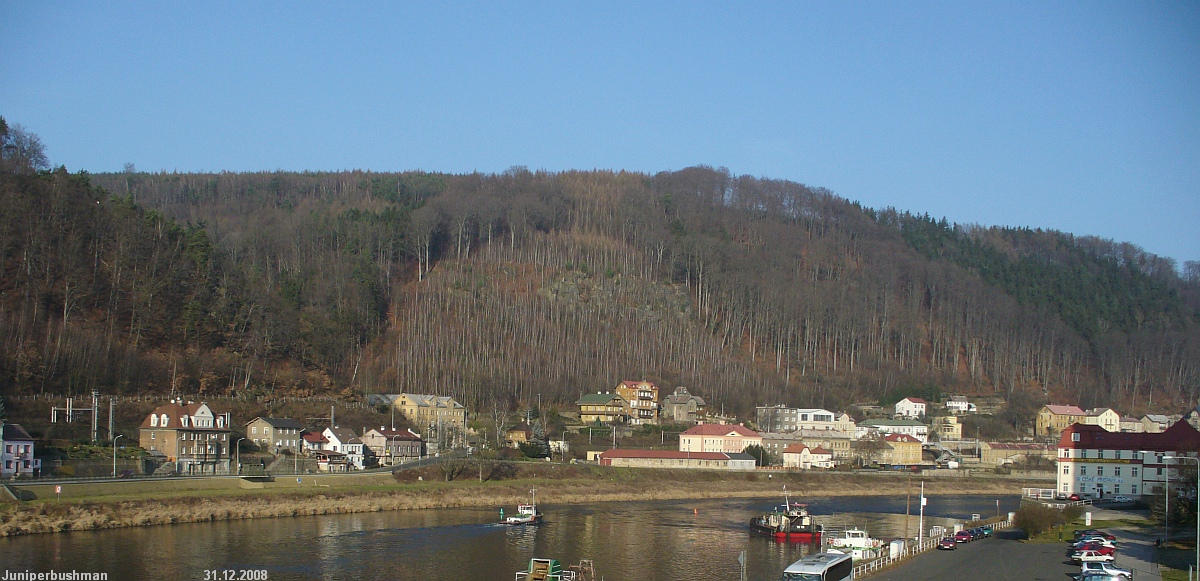
Papertský vrch od Tyršova mostu.
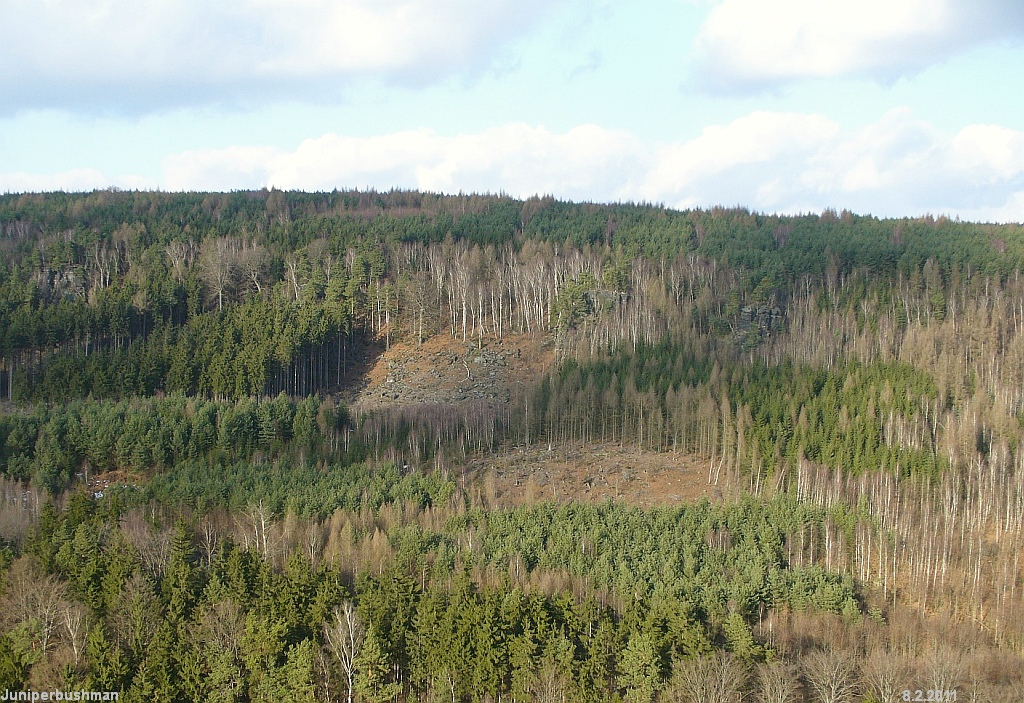
Pohled na jižní stráň Papertského vrchu ze Špičáku.
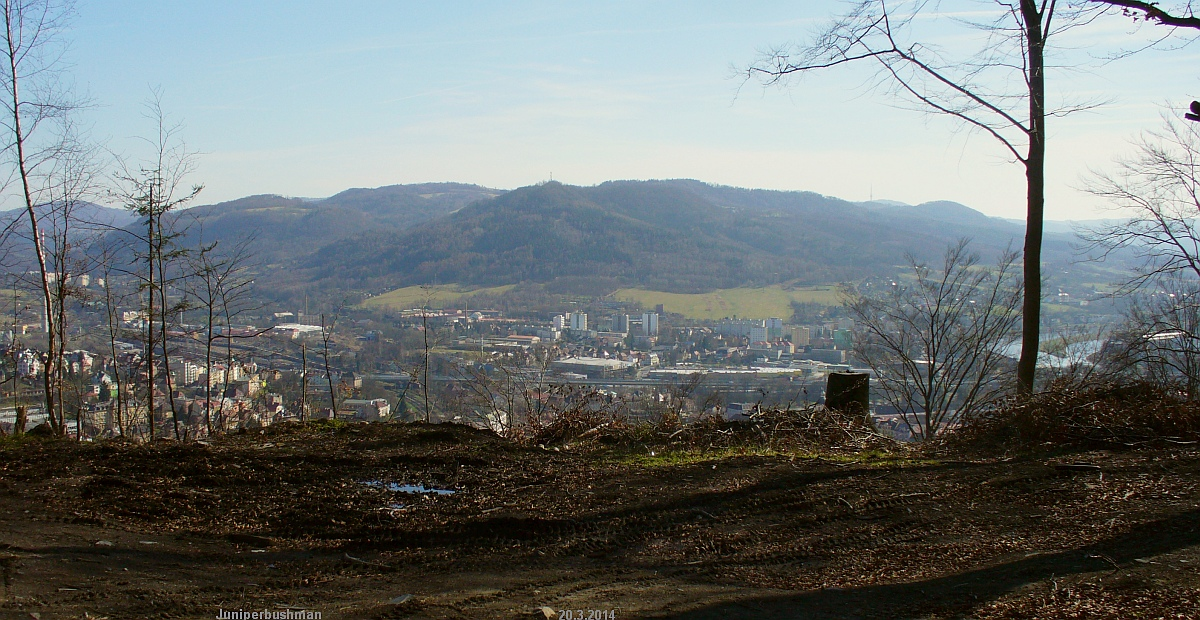
Pohled na Děčín z Papertského vrchu z místa zvaného "U obrázku".
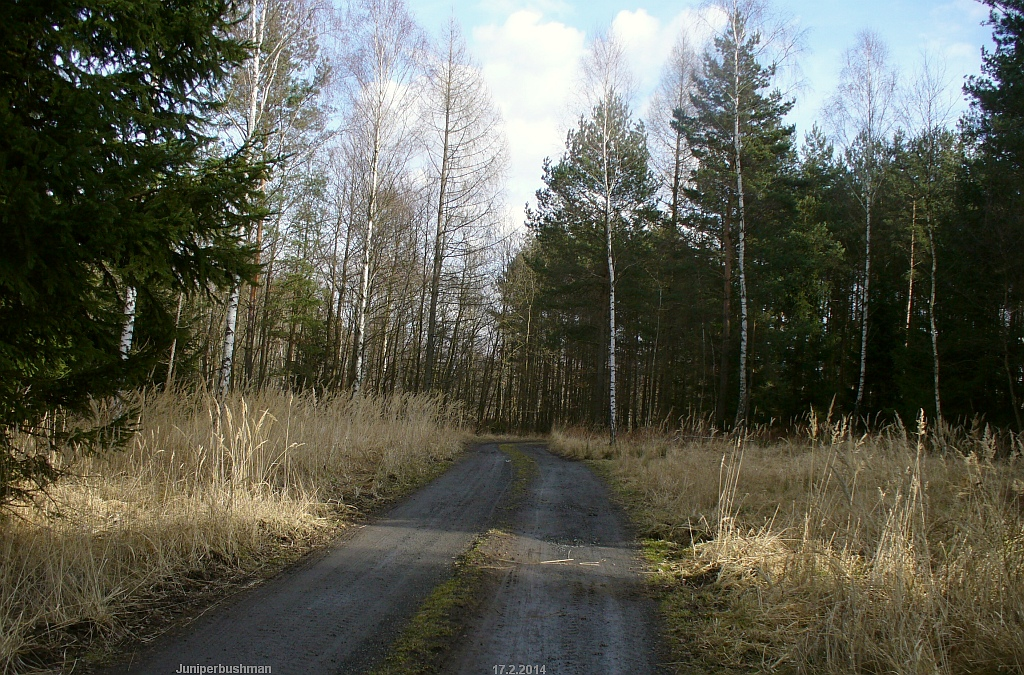
Asi 80 m vpravo je nenápadný vrchol Papertského vrchu.
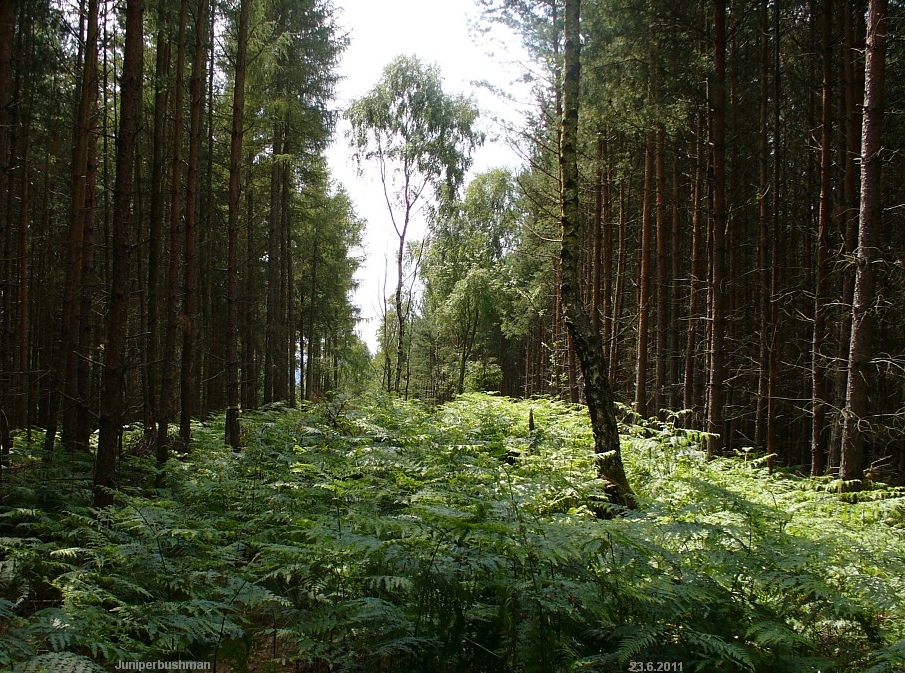
Přes vrchol vede průsek.
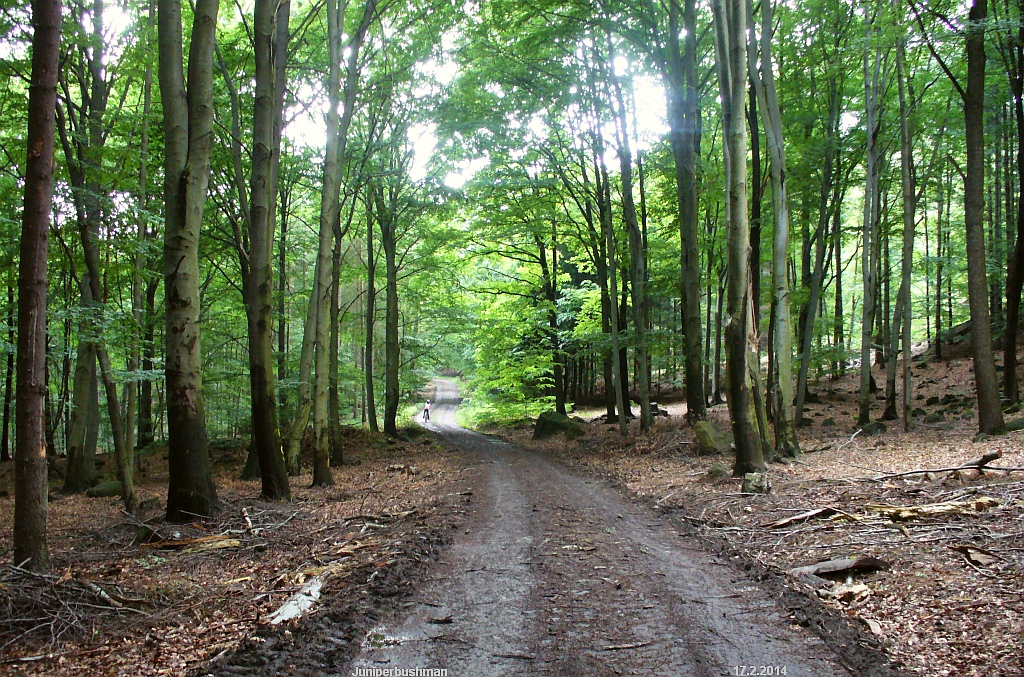
V těchto místech nad Přípeří se nacházel starý lom "Schnellberg".